# New Bavaria
New Bavaria és una població dels Estats Units a l'estat d'Ohio. Segons el cens del 2000 tenia 78 habitants.

## Demografia
Segons el cens del 2000, New Bavaria tenia 78 habitants, 35 habitatges, i 21 famílies. La densitat de població era de 501,9 habitants per km².
Dels 35 habitatges en un 20% hi vivien nens de menys de 18 anys, en un 51,4% hi vivien parelles casades, en un 8,6% dones solteres, i en un 40% no eren unitats familiars. En el 28,6% dels habitatges hi vivien persones soles l'11,4% de les quals corresponia a persones de 65 anys o més que vivien soles. El nombre mitjà de persones vivint en cada habitatge era de 2,23 i el nombre mitjà de persones que vivien en cada família era de 2,81.
Per edats la població es repartia de la següent manera: un 20,5% tenia menys de 18 anys, un 10,3% entre 18 i 24, un 28,2% entre 25 i 44, un 25,6% de 45 a 60 i un 15,4% 65 anys o més.
L'edat mediana era de 38 anys. Per cada 100 dones de 18 o més anys hi havia 113,8 homes.
La renda mediana per habitatge era de 37.813 $ i la renda mediana per família de 39.688 $. Els homes tenien una renda mediana de 36.667 $ mentre que les dones 23.750 $. La renda per capita de la població era de 19.371 $. Aproximadament el 9,5% de les famílies i el 6,6% de la població estaven per davall del llindar de pobresa.

## Poblacions properes
El següent diagrama mostra les poblacions més properes.